# 新奥利尚卡农村居民点
新奥利尚卡农村居民点（俄语：Новоольшанское сельское поселение）是俄罗斯联邦沃罗涅日州下杰维茨克区所属的一个农村居民点。其下辖有5个居民点，行政中心为新奥利尚卡。据2016年统计，该农村居民点的人口为1236人。